# La Croisille-sur-Briance
La Croisille-sur-Briance este o comună în departamentul Haute-Vienne din centrul Franței. În 2009 avea o populație de 711 de locuitori.

## Evoluția populației
| An        | 1975  | 1982 | 1990 | 1999 | 2006 | 2009 |
| --------- | ----- | ---- | ---- | ---- | ---- | ---- |
| Populație | 1.025 | 815  | 701  | 700  | 704  | 711  |